# Wladimir Wassiljewitsch Atlassow
Wladimir Wassiljewitsch Atlassow (russisch Владимир Васильевич Атласов, wiss. Transliteration Vladimir Vasil'evič Atlasov; * 1661 in Weliki Ustjug; † 1711) war ein russischer Entdecker und sibirischer Kosake.
Atlassow wurde 1695 zum Prikas des Anadyrski Ostrog. Ausgehend vom Ostrog führte er 1697 eine Gruppe von 65 Kosaken und 60 Jukagiren-Eingeborenen an, die aufgebrochen war, um die Kamtschatka-Halbinsel zu erforschen. Als Ergebnis der Expedition brachte er die lokale Bevölkerung der Korjaken und Itelmenen dazu, dem Zaren Tribut zu zahlen und ließ zwei Forts entlang des Kamtschatka-Flusses bauen, die zu Handelsposten für russische Pelzjäger wurden. 1701 kam Atlassow nach Moskau, wo er für die Annexion Kamtschatkas in den Rang eines Offiziers erhoben wurde. Er war der Erste, der eine detaillierte Beschreibung der Natur und der Bevölkerung Kamtschatkas präsentierte. Ferner erforschte er Inseln zwischen Tschukotka, Kamtschatka und Japan, darunter die Kurilen-Inseln. Später brachte er einen schiffbrüchigen japanischen Kaufmann namens Dembei nach Moskau, der für die Erstellung des ersten russisch-japanischen Wörterbuchs wichtig war.
Wladimir Atlassow wurde während eines Aufstandes der staatlichen Kosaken-Dienstleute, zu deren Anführern Danila Anzyferow und Iwan Kosyrewski gehörten, auf Kamtschatka getötet.

## Ehrungen
- Nach Atlassow ist die unbewohnte vulkanische Atlassow-Insel südlich von Kamtschatka benannt.
- Das 1986 entdeckte Mineral Atlasovit wurde nach ihm benannt, um seine Erforschung der Halbinsel Kamtschatka zu ehren.